# Autolykos från Pitane

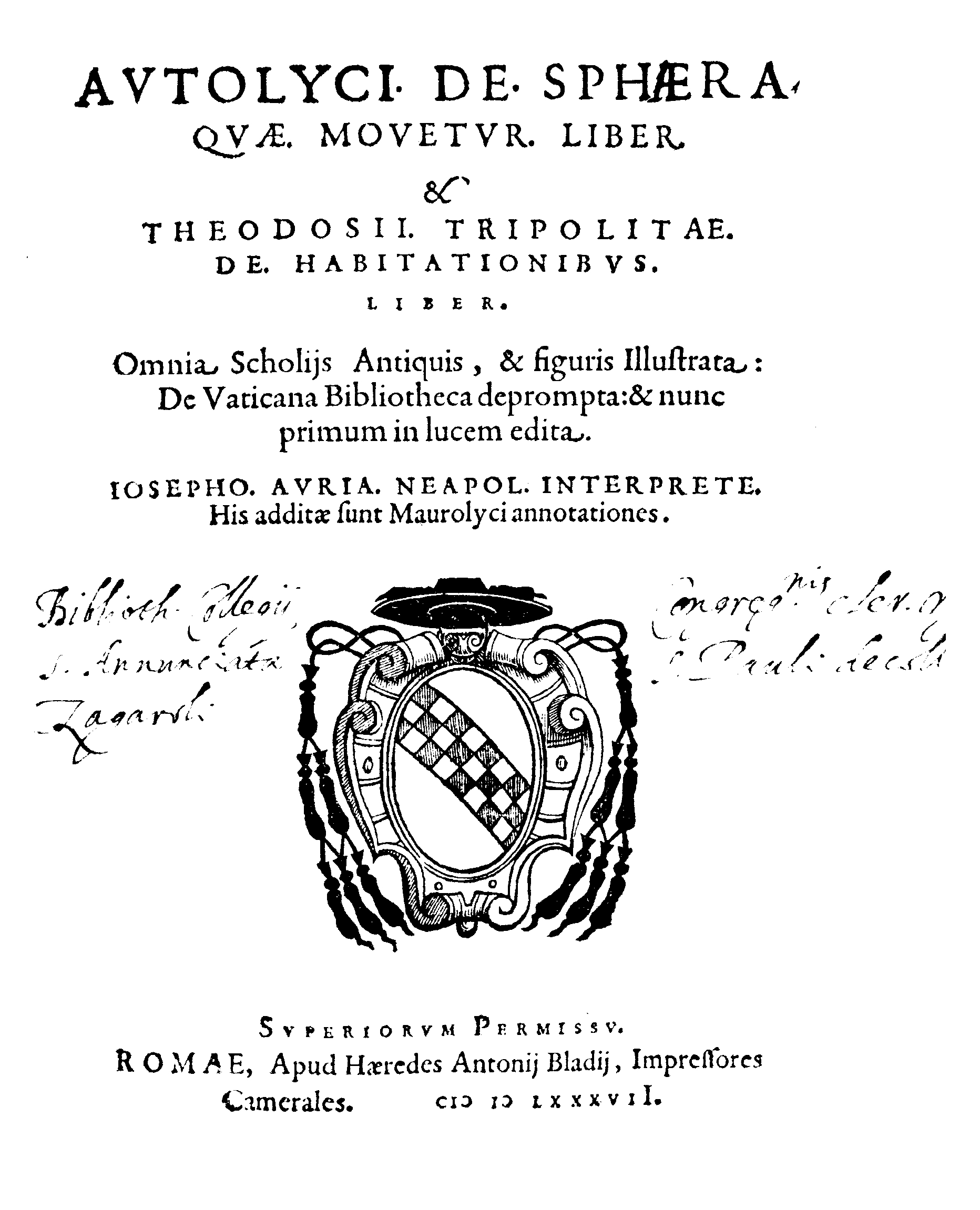
De sphaera quae movetur liber, 1587

Autolykos från Pitane, född omkring 360 död cirka 290 f.Kr., var en grekisk astronom och matematiker.
Hans mest kända insatser handlar om stjärnors upp- och nedgång och de geometriska överväganden som sfäriska förhållanden kan medföra relaterat till jorden som en roterande glob. Arbetet resulterade i två publikationer.
Nedslagskratern Autolycus på månen är uppkallad efter honom.
Hans teoretiska resonemang fick sin bekräftelse genom Timocharis och Aristillos systematiska observationer.